# Andrzej Wilkoński
Andrzej Wilkoński (ur. 12 grudnia 1910 w Poznaniu, zm. 29 kwietnia 1989 we Wrocławiu) – polski ekonomista i matematyk.

## Życiorys
Po ukończeniu Prywatnego Gimnazjum Humanistycznego w 1930 rozpoczął czteroletnie studia na Wydziale Matematyczno-Przyrodniczym Uniwersytetu Poznańskiego, które ukończył otrzymując tytuł magistra filozofii z zakresu matematyki. Od 1934 do 1937 wykładał matematykę i fizykę w Miejskim Gimnazjum im. Henryka Sienkiewicza w Kartuzach, a następnie powrócił do Poznania, gdzie uczył w Państwowym Gimnazjum im. Dąbrówki. Po wybuchu II wojny światowej pracował jako magazynier, a następnie został wysiedlony do Mielca, gdzie dostał pracę w zakładach lotniczych. W 1941 został kierownikiem Państwowej Szkoły Zawodowej, a równocześnie działał w Armii Krajowej i prowadził tajne komplety. Po zakończeniu działań wojennych powrócił do Poznania i do pracy zawodowej. W lutym 1946 przeprowadził się do Wrocławia, gdzie został starszym asystentem w Katedrze Matematyki na Wydziale Matematyki, Fizyki i Chemii na Uniwersytecie i Politechnice Wrocławskiej. Równolegle od września 1949 był optykiem-kalkulatorem w Głównym Instytucie Mechaniki. W maju 1950 został aresztowany, postawiono mu zarzut szpiegostwa (stawiany wielu żołnierzom Armii Krajowej) i osadzono w rzeszowskim areszcie. Trzy miesiące później został zwolniony z postawionych mu zarzutów i powrócił do pracy optyka-kalkulatora. W lutym 1951 rozpoczął pracę wykładowcy na kursach wieczorowych w Szkole Oficerskiej, cztery lata później powrócił na Politechnikę, gdzie został adiunktem w Katedrze Matematyki na Wydziale Elektrycznym. Od 1963 do 1972 był kierownikiem studium dla pracujących i prodziekanem.  W 1981 przeszedł na emeryturę. Zmarł w 1989, spoczywa na Cmentarzu Grabiszyńskim.

## Odznaczenia
- Złota Odznaka Politechniki Wrocławskiej (1965);
- Złoty Krzyż Zasługi (1972);
- Medal Komisji Edukacji Narodowej (1980);
- Krzyż Kawalerski Orderu Odrodzenia Polski (1983).